# Charles Fritts
Charles E. Fritts (* 1850; † 1903) war ein US-amerikanischer Erfinder in New York City. Ihm wird der Bau der ersten Selenzelle (1883) zugeschrieben.
Der Photoelektrische Effekt in Selen wurde 1873 durch Willoughby Smith und 1876 durch den britischen Physiker William Grylls Adams und dessen Studenten Richard Evans Day entdeckt. Fritts baute um 1883 die erste Selenzelle aus dem Halbleiter Selen, das mit einer dünnen Goldschicht versehen war. Für die Erzeugung von Elektrizität aus Sonnenlicht in großem Maßstab war sie nicht geeignet (der Wirkungsgrad betrug nur etwa 1–2 Prozent), fand aber Anwendung zum Beispiel als Belichtungsmesser in der Fotografie.
Praktikable Solarzellen entstanden erst 1954 in den USA (siehe Geschichte der Photovoltaik).

## Schriften
- On a New Form of Selenium Photocell, American Journal of Science 26, 1883, 465.